# Museu d'art modern i contemporani de Girona
El Museu d'art modern i contemporani de Girona és un projecte de museu d'art presentat per l'Ajuntament de Girona el 2014 i que es preveu que estigui ubicat a la Casa Pastors, un edifici de 2.300 metres quadrats útils. L'objectiu és que el museu permeti mostrar les col·leccions d'art modern i contemporani de la ciutat en un únic espai, centrat majoritàriament a explicar l'art català del segle xx, des de les primeres avantguardes fins a l'actualitat.

## Edifici
La Casa Pastors és un edifici del segle xviii que forma part de l'Inventari del Patrimoni Arquitectònic de Catalunya. Consta de planta i dos pisos, el superior amb un alçat que equival a la meitat del projectat als altres cossos. Té coberta de teules àrabs d'un aiguavés. La façana presenta la paret més treballada de l'edifici, amb carreus de pedra picada molts regulars. El portal d'entrada té un arc de punt rodó amb dovelles en forma d'encoixinat. Aquest especial tractament dels carreus, molt practicat en el Barroc, també s'observa a la cantonada que mira al portal i a la base del casal.

## Història
El febrer de 2014 el ple de l'Ajuntament de Girona va adquirir un fons d'art i documentació de la família Santos-Torroella, per un import de 3,9 milions d'euros. L'adquisició no va estar exempta de polèmica, va caldre que l'alcalde, Carles Puigdemont (CiU), fes valdre el seu vot de qualitat per aprovar-la. Del valor de compra total, la ciutat en pagaria 2,4 milions en sis anys, la resta aniria a compte de despeses fiscals.

### 2015: Primera versió del projecte
El juny de 2014 es va fer públic un conveni signat entre l'Ajuntament i la Fundació Masó on s'especificava que Falgàs definiria les necessitats funcionals del futur equipament per tal de permetre dur a terme el procés de remodelació arquitectònica de l'edifici de la Casa Pastors i adequar-lo com a seu del museu, així com supervisar-ne les diferents fases. A més, redactaria el projecte museològic del nou museu, del qual se'n derivaria la museografia, les característiques de l'estructura de funcionament i un pla estratègic. Finalment, també coordinaria la redacció i l'aplicació d'un pla de comunicació del projecte. Un dels objectius principals del projecte era acollir les obres més importants de la Col·lecció Rafael i Maite Santos Torroella, a més de l'important arxiu i biblioteca que els hereus de Rafael i Maite Santos Torroella donaran a la ciutat. A més, la voluntat municipal era que el nou museu incorporés altres col·leccions, tant públiques com privades, per tal de complementar els fons municipals i fer possible l'exposició, estudi i conservació d'un conjunt artístic i documental dedicat a l'art modern i contemporani internacional, nacional i local. El 2014 la Casa Pastors es va obrir durant el Temps de Flors per acollir una exposició temporal d'art contemporani.
L'estiu de 2015 l'Ajuntament va anunciar que treballava per adequar un magatzem llogat on conservar les obres d'art fins que el fons es pugui traslladar a la casa Pastors, al llarg de 2016. La documentació del fons es conservava ja als soterranis del Palau de congressos. Es preveia que les obres d'adequació de la Casa Pastor fossin finançades per l'1,5% cultural del Ministeri de Foment i de Cultura, amb el suport de la Diputació de Girona. El pressupost municipal de 2016 va incloure una partida de 600.000 euros per expropiacions, amb la intenció de poder connectar físicament el Museu d'Història de Girona amb el futur museu.

### Nova versió del projecte

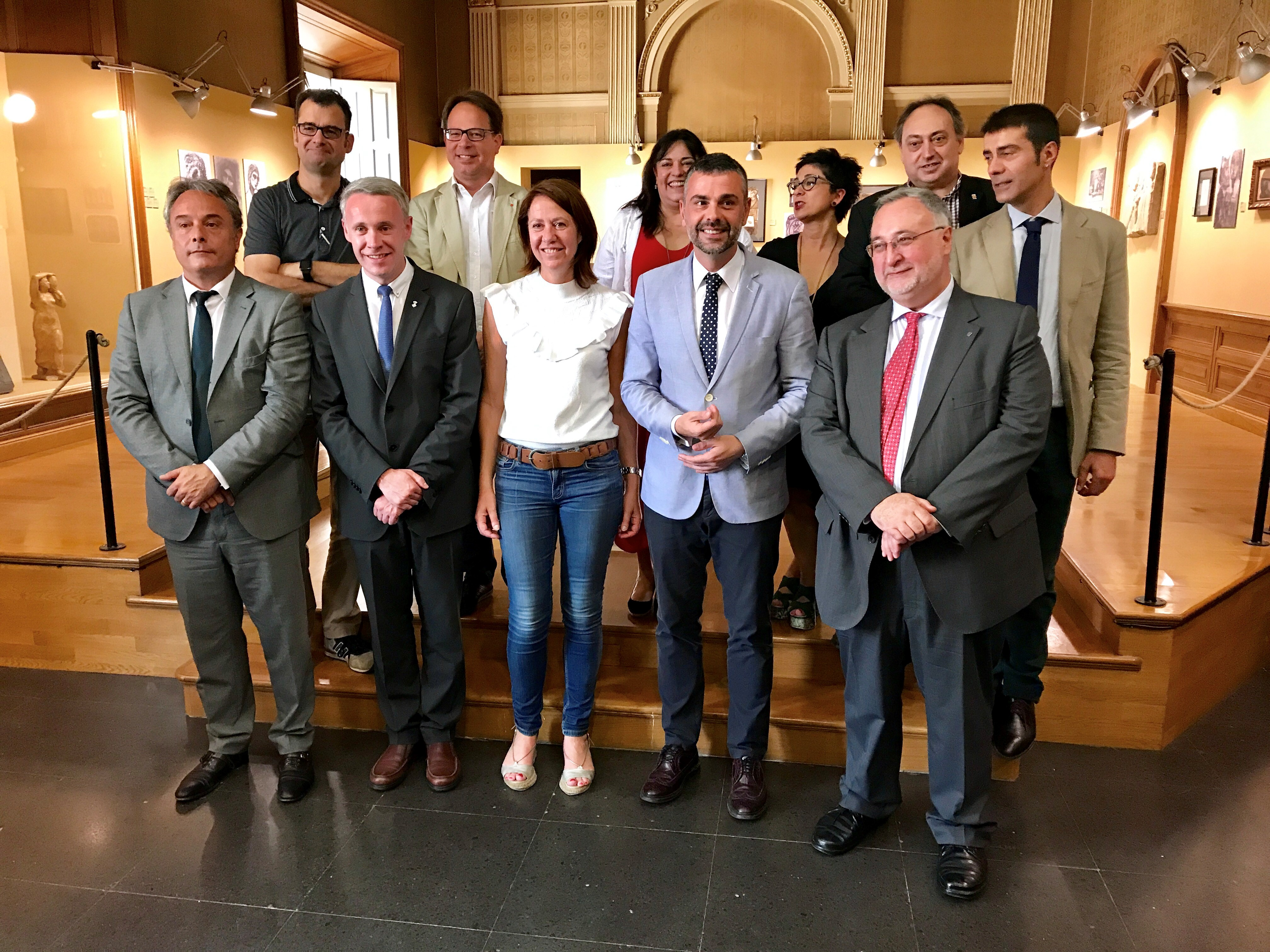
Foto de grup dels representants de les institucions implicades en la iniciativa

El juny del 2017 Santi Vila, conseller de cultura, va presentar una nova versió del projecte. Es tractà d'un nou acord multilateral que preveu destinar al projecte, en quatre anys, una inversió de 4,4 milions d'euros, dels quals 2 milions corresponen a la Diputació de Girona; 1,2 milions, al Departament de Cultura, i els 1,2 restants, a l'Ajuntament de Girona. A més, la Generalitat cedeix l'ús de l'edifici, que és de la seva titularitat.
El projecte museístic, que té també la complicitat del Bisbat de Girona, es vincula així a l'actual Museu d'Art de la ciutat, gestionat per l'Agència Catalana del Patrimoni Cultural del Departament de Cultura i ubicat al Palau Episcopal, conformant un únic Museu d'Art amb dues importants i diferenciades seus. D'altra banda, la proposta permet destinar el màxim d'espais de Casa Pastors a la funció expositiva i a les activitats i, al mateix temps, mancomunar els programes de difusió, els serveis complementaris i les funcions de gestió entre les dues seus.
L'actual Museu d'Art de Girona, ubicat en el Palau Episcopal i amb importants fons d'art del Bisbat i de la Diputació de Girona, té un abast cronològic ampli que arriba fins a la contemporaneïtat, si bé està limitat per l'espai físic de l'edifici i per la seva exposició permanent, que finalitza a principis del segle xx. La futura seu a Casa Pastors permetrà enllaçar amb aquest relat i abordar de manera àmplia l'art català dels segles XX i XXI, amb una mirada especial als moviments artístics i al fenomen i paper de la crítica de l'art en la configuració de la modernitat artística i amb una mirada més transversal i conceptual, que donarà peu a introduir totes les arts i incloure l'arquitectura, el disseny o la fotografia, però també la música, la dansa, el teatre o la literatura.
Es preveu que la col·lecció d'art de Rafael Santos Torroella serà la base de l'exposició permanent de Casa Pastors però no l'únic. La suma i gestió conjunta de les col·leccions d'art procedents de les diferents administracions i institucions –Generalitat, Diputació, Ajuntament i Bisbat– permetrà completar el relat de l'art contemporani amb els fons del mateix Ajuntament i Diputació de Girona i també amb obres de la Col·lecció Nacional de la Generalitat de Catalunya. També s'ampliarà el ventall a altres incorporacions procedents de col·leccions privades i publiques.

## Col·lecció
El gruix inicial de la col·lecció està format per 1.200 obres -d'artistes com Dalí, Picasso o Miró, entre d'altres- i es complementa amb la donació de l'arxiu personal del col·leccionista, amb més de 30.000 documents i 3.000 cartes testimoni de la relació epistolar entre el mateix Santos Torroella i artistes destacats del segle xx. A inicis del 2015 es va anunciar que s'incorporaria un fons de l'artista i activista Enric Marquès i Ribalta. Es tracta d'un fons de més de 800 pintures, dibuixos i gravats. A finals del mateix any el fons s'amplià de nou amb una donació de 21 pintures i dibuixos de l'artista Damià Escuder (Sarrià de Ter, 1934 - Girona, 2011) Durant el 2015 part de les obres del fons es van poder veure en una exposició temporal al Museu Reina Sofia de Madrid.

## Exposicions
Tot i no estar inaugurat, el 2015 van fer algunes exposicions temporals: 
- Enric Marquès: La col·lecció de l'artista (1948-1989) (del 28 d'abril al 13 de setembre de 2015)[10]
- Color Latent (del 25 d'octubre al 2 de novembre de 2014)[11]